# Azero
Azero surgió en el municipio turolense de La Codoñera, allá por el año 1996. Tres adolescentes, Jorge, Enrique y Miguel decidieron emprender un proyecto musical formando un grupo de rock, partiendo de cero, tanto a nivel técnico como de experiencia en los escenarios. Desde entonces, a base de ensayo y trabajo, Azero se ha convertido en un grupo veterano y habitual en la escena rock de Aragón, contando en su historia con 7 álbumes y multitud de conciertos por todo el país, actuando en importantes macro-festivales como el Petróleo-rock (Burgos), “Alfa-rock”(La Rioja), AupaLumbreiras (Murcia), Pintor Rock (Tarragona), y Viña Rock (Albacete). Además han auto-producido diversos  videoclips. 
Su estilo musical es variado, en él se puede apreciar influencia del punk hasta el metal, pasando por el rock duro más clásico, algo que parece imposible, pero que la banda sabe unificar en un estilo propio que ellos simplemente quieren llamar "rock de pueblo". A pesar del paso del tiempo, Azero ha mantenido siempre una esencia, un compromiso con su tierra, con los pueblos pequeños y con las injusticias sociales, utilizando la creatividad para, además de entretener y divertir, lanzar un mensaje que mejore la sociedad en que vivimos, una lucha por mantener vivo un proyecto, una ilusión basada en el amor por la música y los escenarios.

## Componentes
- Jorge Pérez (Kapi): voz y guitarra
- Alfonso Martín (Alfonk): bajo
- Juan José Sancho: guitarra
- José Manuel Ferrer: guitarra
- Hector Rodríguez: batería

Otros músicos que han formado parte de Azero:
Enrique Lorenzo (Kikatxo): batería.
Miguel Andrés: bajo.
David Lorenzo (Letxu): bajo.
Oriol Pascual (Txury): guitarra.
Santi Colomer: batería.
Marcelo lema: batería.

## Discografía
- Rock de pueblo, 2000
- Hay por qué luchar, 2002
- Granja humana, 2005
- Guillotina, 2007
- Manos arriba, 2009
- Sigue buscando, 2011
- Made in Teruel, 2015
- Made in vaquillas (directo), 2018
- La muerte está echada, 2019

## Premios
- Premio Sol mayor, 2017
- Premio Mariano Nipho en la categoría de artes, 2023
- Premio AMAS al mejor videoclip por "Acaba de una vez", (Titi Muñoz 2023)